# Musikjahr 1759
Liste der Musikjahre

◄◄ | ◄ | 1755 | 1756 | 1757 | 1758 | Musikjahr 1759 | 1760 | 1761 | 1762 | 1763 | ► | ►►

Weitere Ereignisse
Dieser Artikel behandelt das Musikjahr 1759.

## Ereignisse
- Johann Friedrich Agricola wird von Friedrich II. zum preußischen Hofkapellmeister ernannt.
- Tommaso Traetta wird Hofkomponist in Parma.

### Oper
- 05. November: Die Uraufführung des musikalischen Dramas Ippolito ed Aricia von Ignaz Holzbauer erfolgt in Mannheim.
- 24. November: in Wien findet die Uraufführung der Oper Der neue krumme Teufel von Joseph Haydn statt.
- Am Hoftheater in Salzburg wird Johann Ernst Eberlins Demofoonte mit dem Libretto von Pietro Metastasio uraufgeführt.
- In Parma erfolgt die Uraufführung von Tommaso Traettas Solimano, einer Vertonung von Giovanni Ambrogio Migliavaccas Libretto.
- Florian Leopold Gassmann – Gli uccellatori
- Christoph Willibald Gluck – L’Arbre enchantée; Cythère Assiégée

### Instrumentalmusik
- Wilhelm Friedemann Bach – 18 Stücke für Spieluhr, F 207
- François Joseph Gossec – Sei sinfonie a più stromenti, op. 4
- um 1759: Joseph Haydn vollendet seine zweite Sinfonie.

## Geboren

### Geburtsdatum gesichert
- 25. Januar: Robert Burns, schottischer Dichter († 1796)
- 31. Januar: François Devienne, französischer Komponist und Flötist († 1803)
- 02. März: Friedrich Haeffner, schwedischer Komponist († 1833)
- 18. April: Jacques Widerkehr, französischer Komponist und Cellist († 1823)
- 06. Mai: Josef Karel Ambrož, böhmischer Tenor und Komponist († 1822)
- 15. Mai: Maria Theresia Paradis, österreichische Pianistin, Sängerin, Komponistin und Musikpädagogin († 1824)
- 24. Mai: Wilhelm Friedrich Ernst Bach, deutscher Komponist († 1845)
- 30. Mai: Johann Friedrich Wilhelm Koch, deutscher evangelischer Geistlicher, Botaniker und Musikpädagoge († 1831)
- 04. Juni: Maria Rosa Coccia, römische Komponistin († 1833)
- 07. Juni: Charlotta Eckerman, schwedische Opernsängerin, Schauspielerin und Kurtisane († 1790)
- 27. Juni: Johann Gottfried Rohlfs, deutscher Orgelbauer († 1847)
- 10. Juli: Sophie Westenholz, deutsche Sängerin, Pianistin und Komponistin († 1838)
- 19. Juli: Marianne Auenbrugger, österreichische Pianistin und Komponistin († 1782)
- 05. August: Wilhelm Ferdinand Rong, deutscher Komponist, Kammermusiker, Musikpädagoge und Autor († 1842)
- 07. September: Wilhelm Pohl, deutscher Komponist († vor 1807)
- 19. September: Adriana Ferrarese del Bene, venezianische Opernsängerin († 1803)
- 03. November: Giuseppe Gherardeschi, italienischer Kapellmeister, Organist und Komponist († 1815)
- 27. November: Franz Krommer, tschechischer Violinist und Komponist († 1831)

### Genaues Geburtsdatum unbekannt
- Giuseppe Amendola, italienischer Komponist und Musikpädagoge († 1808)

### Geboren vor 1759
- Vicente Adsuar Hernandez, spanischer Sänger und Komponist († nach 1792)

## Gestorben

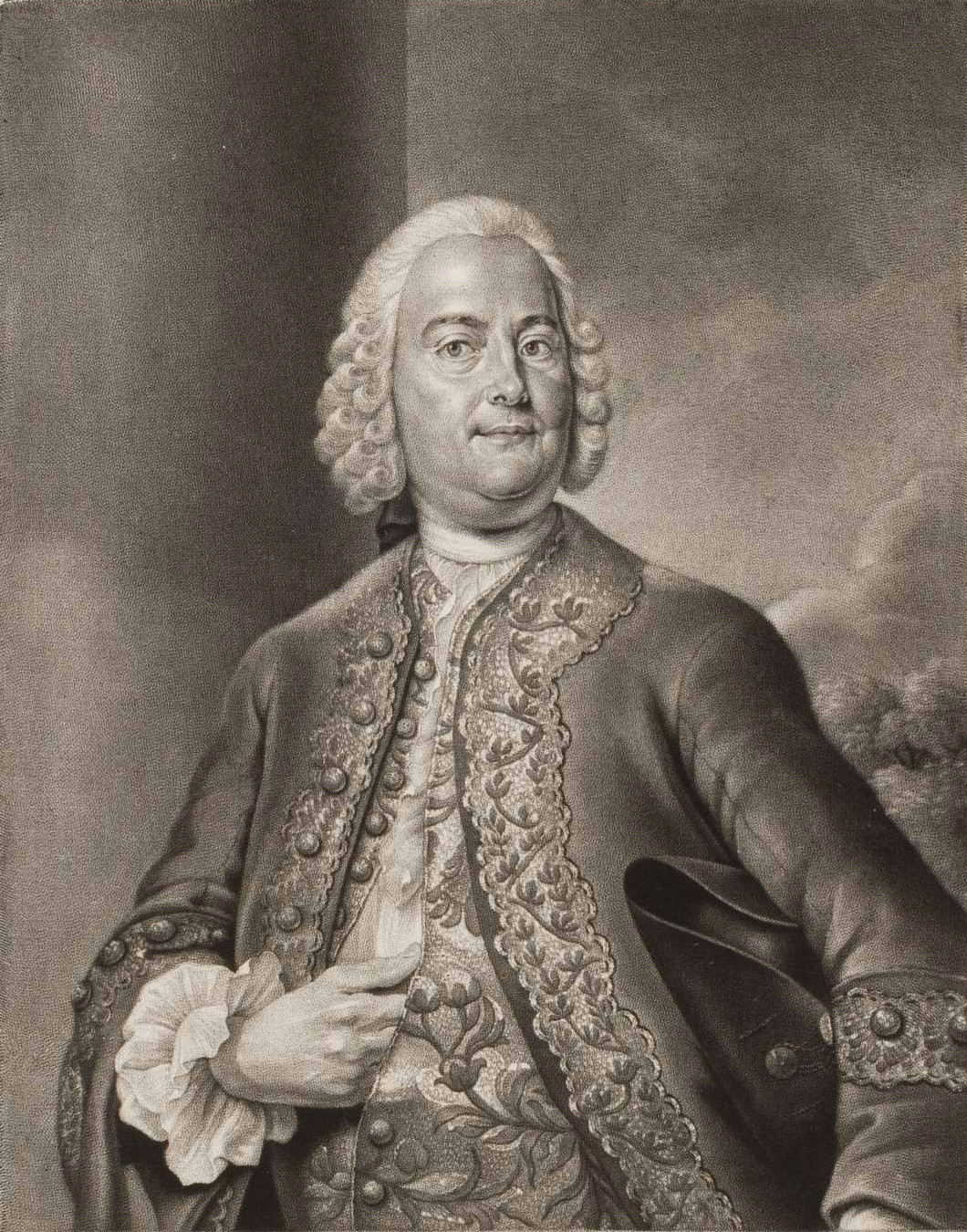
Carl Heinrich Graun; † 8. August

### Todesdatum gesichert
- 16. Januar: Francesc Manalt i Calafell, katalanisch-spanischer Violinist und Komponist (* 1720)
- 19. März: Sebastian Bodinus, deutscher Komponist und Kapellmeister (* 1700)
- 14. April: Georg Friedrich Händel, deutsch-britischer Komponist und Opernunternehmer (* 1685)
- 28. April: Pietro Mingotti, italienischer Opern-Impresario und -unternehmer (* 1702)
- 04. Mai: Johann Heinrich Steffan, deutscher Kapellmeister und Komponist (* 1703)
- 14. Mai: Christoph Gottlieb Fröber, deutscher Kantor und Komponist (* 1704)
- 22. Juni: Louis de Cahusac, französischer Dramatiker und Librettist, Hauptbeiträger zur Encyclopédie für die Themenbereiche Tanz, Musik und Feste (* 1706)
- 29. Juni: Charles-Joseph Sohier, französischer Geiger, Organist und Komponist (* 1728)
- 19. Juli: Jacques-Antoine Denoyé, französischer Organist und Komponist (* um 1715)
- 25. Juli (begraben): Johann Christoph Altnikol, deutscher Komponist und Organist (* 1719)
- 08. August: Carl Heinrich Graun, deutscher Komponist und Tenor (* 1704)

- 12. August: Tobias Heinrich Gottfried Trost, thüringischer Orgelbauer (* um 1680)
- 04. September: Girolamo Chiti, italienischer Komponist (* 1679)
- 18. September: Santa Stella, italienische Sopranistin (* 1686)
- 18. Oktober: Louis de Caix d’Hervelois, französischer Gambist und Komponist (* 1680)
- 26. Dezember: Ivan Jelínek, böhmischer Benediktinerpater, Organist, Lautenist und Komponist (* 1683)

### Genaues Todesdatum unbekannt
- Jean-Nicolas Lambert, französischer Lauten- und Geigenbauer (* 1708)
- Fabio Ursillo, italienischer Lautenist und Komponist (* Ende 17. Jahrhundert)
- Antoine Vater, französischer Cembalobauer deutscher Herkunft (* 1689)